# 沃洛德米里夫卡 (內德里哈伊利夫市鎮)
沃洛德米里夫卡（羅馬化：Volodymyrivka）是位於烏克蘭北部蘇梅州羅姆內區內德里哈伊利夫市鎮的村莊。該村分別距離比爾基夫卡1.5公里和泰爾內3公里，海拔高度147米，2001年人口60，全部居民母語為烏克蘭語。